# Klarenthal (Wiesbaden)
Pour l’article homonyme, voir Klarenthal.
Klarenthal est un quartier de la ville de Wiesbaden en Allemagne.